# Lineus quadratus
Lineus quadratus är en djurart som tillhör fylumet slemmaskar, och som beskrevs av Korotkevich 1978. Lineus quadratus ingår i släktet Lineus och familjen Lineidae. Inga underarter finns listade i Catalogue of Life.